# 16e étape du Tour d'Espagne 2016
La 16e étape du Tour d'Espagne 2016 s'est déroulée le lundi 5 septembre 2016, entre Alcañiz et Peníscola.

## Résultats

### Classement de l'étape
| \| Classement de l'étape \| Classement de l'étape \| Classement de l'étape \| Classement de l'étape \| Classement de l'étape \| \| Coureur \| Coureur \| Pays \| Équipe \| Temps \| \| --------------------- \| --------------------- \| --------------------- \| --------------------- \| --------------------- \| \| 1er \| Jempy Drucker \| Luxembourg \| BMC Racing Team \| 3 h 21 min 18 s \| \| 2e \| Rüdiger Selig \| Allemagne \| Bora-Argon 18 \| + 0 s \| \| 3e \| Nikias Arndt \| Allemagne \| Giant-Alpecin \| + 0 s \| |               |            |                 |                 |
| |               |            |                 |                 |
| Source : ProCyclingStats |               |            |                 |                 |
| Classement de l'étape |               |            |                 |                 |
| Coureur | Coureur       | Pays       | Équipe          | Temps           |
| 1er | Jempy Drucker | Luxembourg | BMC Racing Team | 3 h 21 min 18 s |
| 2e | Rüdiger Selig | Allemagne  | Bora-Argon 18   | + 0 s           |
| 3e | Nikias Arndt  | Allemagne  | Giant-Alpecin   | + 0 s           |

### Classement général
| \| Classement général \| Classement général \| Classement général \| Classement général \| Classement général \| \| Coureur \| Coureur \| Pays \| Équipe \| Temps \| \| ------------------ \| ------------------ \| ------------------ \| ------------------ \| ------------------ \| \| 1er \| Nairo Quintana \| Colombie \| Movistar Team \| 64 h 57 min 27 s \| \| 2e \| Christopher Froome \| Royaume-Uni \| Team Sky \| + 3 min 37 s \| \| 3e \| Esteban Chaves \| Colombie \| Orica-BikeExchange \| + 3 min 57 s \| |                    |             |                    |                  |
| |                    |             |                    |                  |
| Source : ProCyclingStats |                    |             |                    |                  |
| Classement général |                    |             |                    |                  |
| Coureur | Coureur            | Pays        | Équipe             | Temps            |
| 1er | Nairo Quintana     | Colombie    | Movistar Team      | 64 h 57 min 27 s |
| 2e | Christopher Froome | Royaume-Uni | Team Sky           | + 3 min 37 s     |
| 3e | Esteban Chaves     | Colombie    | Orica-BikeExchange | + 3 min 57 s     |